# Interfunktionen
Die Interfunktionen war eine westdeutsche Zeitschrift für neoavantgardistische Kunst und Kunsttheorie. Sie erschien in Köln und wurde nach 12 Ausgaben eingestellt. Dennoch gilt sie heute als wegweisende Plattform für die Kunstproduktion jener Zeit in Europa sowie die internationale Vernetzung der westdeutschen Kunstszene.

## Geschichte
Die Interfunktionen entstand im April 1968 im Zusammenhang von Protesten gegen die kuratorische Ausrichtung der Documenta 4. Einige Künstler der rheinischen Kunstszene, unter ihnen Jörg Immendorff, Wolf Vostell, KP Brehmer und Chris Reinecke, hatten deren Schwerpunkt auf nordamerikanische Pop Art und Objektkunst in Protestaktionen als markthörig und konservativ angegriffen. Sie reklamierten stärkere Beachtung jüngerer künstlerischer Strategien wie Fluxus, Happening und Intermedia. Die erste Ausgabe der Zeitschrift war v. a. eine Dokumentation dieser Proteste. Sie bestand aus Typoskriptartikeln, Zeitungsausschnitten, Flugblättern und Aktionsdokumentationen und erschien in einer kleinen Auflage von 100 Exemplaren.
Als erster Herausgeber fungierte der Kölner Kunstkritiker und Psychologe Friedrich Wolfram Heubach, der auch die folgenden neun Ausgaben bis 1973 verantwortete. Während sich die Auflage erhöhte und das Erscheinungsbild der Zeitschrift professionalisierte, weitete sich auch der thematische Fokus der Interfunktionen: Die zunächst regionale Ausrichtung auf Documenta, Fluxus und die politischen Auseinandersetzungen an der Düsseldorfer Kunstakademie wich einer breiteren internationalen Kunstberichterstattung und -dokumentation über Land Art, Body Art, Performance und Medienkunst. Statt redaktioneller Besprechungen wurden nun in wiederkehrenden Rubriken Arbeiten und Künstlertexte dokumentiert und oft von Skizzen und Fotografien begleitet. Einige der Arbeiten wurden eigens für die jeweilige Ausgabe geschaffen. Ein kleiner Teil der Auflage erschien als von Künstlern überarbeitete Edition zur Finanzierung der Zeitschrift. Beides wurde als Versuch verstanden, neue Distributionsformen von Kunstwerken zu finden und so den institutionellen Apparat von kommerzieller Galerie, Kunstkritik und Museum zu umgehen.
1973, in der zehnten Ausgabe, verkündete Heubach seinen Rückzug als Herausgeber. Der Kunstkritiker Benjamin Buchloh übernahm schließlich diese Aufgabe und führte die Zeitschrift mit dem neuen Untertitel „Zeitschrift für neue Arbeiten und Vorstellungen“ fort. Herstellung und Vertrieb wurden ausgelagert, Galerien konnten nun Werbeanzeigen schalten. Ausgabe 11 widmete sich dem Buch als künstlerischem Medium, Ausgabe 12 dem Künstlerfilm.
Ein politischer Streit um die Bewertung einer Arbeit Anselm Kiefers in dieser Ausgabe führte schließlich zum Ende der Zeitschrift. Nachdem Marcel Broodthaers eine Edition aus Protest abgesagt hatte, konnte die geplante 13. Ausgabe zu Kunst und Architektur nicht mehr finanziert werden; das Erscheinen wurde 1975 eingestellt.

## Ausstellungen
Vom 19. Februar bis 2. Mai 2004 veranstaltete die Fundação de Serralves – Museu de Arte Contemporânea in Porto unter der Kuratierung von Gloria Moure die Ausstellung Behind the Facts. Interfunktionen 1968–1975, in der über 100 Arbeiten von 43 internationalen Künstlern gezeigt wurden.